# Parafia św. Bartłomieja Apostoła w Uniechowie
Parafia pw. św. Bartłomieja Apostoła w Uniechowie - parafia należąca do dekanatu Czarne, diecezji koszalińsko-kołobrzeskiej, metropolii szczecińsko-kamieńskiej. Została utworzona w 1366 roku. Siedziba parafii mieści się w Uniechowie pod numerem 21.

## Kościół parafialny
Kościół pw. św. Bartłomieja Apostoła w Uniechowie.
Kościół parafialny został zbudowany w latach 1894–1895 roku w stylu neogotyckim, konsekrowany 4 maja 1895. 

## Kościoły filialne i kaplice
- kościół pw. św. Piotra i Pawła Apostołów w Cierzniach[1]
- Kaplica pw. św. Jana Pawła II w Skowarnkach[1]